# Marques
För andra betydelser, se Marques (olika betydelser).
Marques är en kommun i departementet Seine-Maritime i regionen Normandie i norra Frankrike. Kommunen ligger i kantonen Aumale som tillhör arrondissementet Dieppe. År 2022 hade Marques 236 invånare.

## Befolkningsutveckling
Antalet invånare i kommunen Marques
| Referens: INSEE |